# Chiesa di San Giuseppe (Sorisole)
La chiesa di San Giuseppe è il principale luogo di culto cattolico  di Azzonica frazione di Sorisole in provincia e diocesi di Bergamo; fa parte del vicariato di Almenno-Ponteranica-Villa d'Almè.

## Storia
La prima citazione di un edificio di culto sulla località di Azzonica risale al 20 settembre 1575 quando ricevette la visita pastorale di san Carlo Borromeo arcivescovo di Milano. Dagli atti si desume che era un piccolo oratorio campestre sussidiario dell'antica parrocchiale di Santa Maria.
La chiesa fu inserita nel 1666 nel “Sommario delle chiese di Bergamo”, elenco redatto dal cancelliere della curia vescovile Giovanni Giacomo Marenzi. Nel documento è indicata come posta sulla località di Assonica e sussidiaria della parrocchiale si Sorisole Situazione che viene ripetuta nelle successive visita pastorali.
Allegati agli atti della visita pastorale di Giovanni Paolo Dolfin del 1780 vi è la relazione dell'allora parroco che indicava la mancanza d'informazioni circa l'edificazione del luogo di culto, ma riteneva che fosse stata costruita grazie alle offerte degli abitanti la località. Indicava la presente dalla scuola di san Giuseppe che gestiva l'altare maggiore e che la vicina eleggeva due sindaci che gestivano i beni della chiesa. Il vescovo Adriano Bernareggi con decreto del 12 maggio 1950 elevò canonicamente la chiesa a vicariale autonoma smembrandola dalla parrocchia di Sorisole, e parrocchia il 28 maggio 1950, venendo poi riconosciuta agli effetti civili il 1º marzo 1951.
Con decreto del 27 maggio 1979 del vescovo Giulio Oggioni la chiesa fu inserita nel vicariato locale di Almenno-Ponteranica-Villa d'Almè.

## Descrizione
L'edificio di culto dall'orientamento liturgico tradizionale con abside a est, è posto dislocato dall'abitato della frazione, preceduto dal sagrato che è posto anche sul lato sud, leggermente inclinato, che accompagna alla gradinata di accesso.
La facciata si presenta a capanna. L'ingresso principale rialzato di sei gradini con portale in pietra arenaria. Lateralmente si aprono due finestre, con contorno in arenaria complete di inferriate. La facciata termina con l'oculo leggermente sfondato.
L'interno a unica navata è diviso in tre arcate da due arconi a sesto acuto. Nella prima campata a sinistra vi è il battistero. Vi sono inoltre la cappella dedicata al Sacro Cuore e quella del santissimo Crocifisso, alla Madonna Addolorata, sant'Antonio di Padova.
La zona presbiteriale preceduta dall'arco trionfale a tutto sesto e rialzata da tre gradini ha misure inferiori all'aula che permette la presenza dei due altari minori posti di fianco all'arco. La parte termina con il coro absidato.